# 北条康種
北条 康種（ほうじょう やすたね）は、戦国時代から江戸時代初期にかけての武将。後北条氏の家臣。父は北条綱高とされ、母は南条重長の妹。南条氏時代の名（諱）は元高（もとたか）。

## 生涯
天文9年（1540年）6月3日、伊豆国田方郡南条にて誕生する。初め、南条平三郎元高と名乗る。天文22年（1553年）今川義元との合戦で軍功を挙げ、駿河泉頭城に入城した。
永禄3年（1560年）上杉謙信が鎌倉を攻めたときに、甘縄城より出陣し、上杉勢の退却時を攻め、小荷駄奉行の柿崎景家の軍を破って、長尾伝左衛門らを討ち取り、戦功を挙げる。この功績により北条氏康から相模三浦の地に500貫を賜った。この時、氏康から偏諱（「康」の1字）と御家号（北条氏）を賜り、北条常陸介康種と名乗る。
天正元年（1573年）、下総関宿城主・簗田晴助が謀反を起こしたため、父・綱高が老齢のこともあり、加勢として江戸城に入城した。天正18年（1590年）の小田原征伐では3月に小田原城が落城したため、長男の北条氏資を氏直の名代・随行者として高野山に入寺させ、叔父日栄を頼って、武州碑文谷法華寺（現・圓融寺。東京都目黒区碑文谷）に落居した。同年10月に氏資が暇を賜って法華寺に入り、綱高が砦を構えた武州牟礼に移住し、同地を開墾した。この時に、高橋姓に復した。その後、剃髪して浄蓮入道と名乗り、自宅に真福寺を開基した。
元和2年（1616年）8月2日没。73歳。

## 参考資料
- 三鷹市史「牟礼高橋家系図」